# (34552) 2000 SV242
2000 SV242 (asteroide 34552) é um asteroide da cintura principal. Possui uma excentricidade de 0.10255030 e uma inclinação de 1.85085º.
Este asteroide foi descoberto no dia 24 de setembro de 2000 por LINEAR em Socorro.